# 水经
《水經》是中國第一部記述水系的專著，約一萬餘字，作者晉代郭璞撰，另說是東漢桑欽撰。在四庫全書中為史部地理類。
《水經》的作者和成書年代歷來說法不一，爭議頗多。《隋書·經籍志》載“《水經》三卷郭璞注”，《旧唐书·经籍志》改《隋志》之郭“注”字为“撰”，郭璞为作者。但《新唐书·艺文志》称为桑钦撰，《通志·艺文略》亦著录：“《水经》三卷，汉桑钦撰，郭璞注。”王禕《水經》序：“水經至新唐志始謂為桑欽作，又言一云郭璞作，蓋疑之也。”宋以后人的著作大多称为桑钦。《四庫全書總目提要》稱：“觀其《涪水》條中，稱廣漢巳為廣魏，則決非漢時；《鍾水》條中，稱晉寧仍曰魏寧，則未及晉代。推文尋句，大概三國時。”
現代酈學家陳橋驛認為《水經》與《水經注》各有兩套；桑欽所撰《水經》，或者郭璞作注之《水經注》都已失傳。酈道元所注的《水經》應是另外一部與桑、郭二人無關之“作者佚名”的地理書。
《水經》簡要記述了137條全國主要河流的水道情況。原文僅1萬多字，記載相當簡略，缺乏系統性，對水道的來龍去脈及流經地區的地理情況記載不夠詳細、具體。
《水經注》則是酈道元在《水經》基礎上擴充撰成，記載的河流水道1252條，達三十萬餘字，共40卷。全文超過《水經》20餘倍。